# Santo Marcianò
Santo Marciano (Reggio Calabria, 10 de abril de 1960) é um arcebispo católico italiano, eleito bispo de Frosinone-Veroli-Ferentino e Anagni-Alatri desde 1 de julho de 2025.

## Biografia
Nasceu em Reggio Calabria, capital da província e sede do arcebispado, em 10 de abril de 1960.

### Formação e ministério sacerdotal
Licenciou-se em Economia e Comércio pela Universidade de Messina em 1982. No ano seguinte, iniciou sua jornada vocacional no Pontifício Seminário Romano da capital, obtendo, em 1987, o bacharelado em Teologia pela Pontifícia Universidade Lateranense.
Ordenado diácono em Roma em 24 de outubro de 1987 pelo Cardeal Ugo Poletti, foi ordenado sacerdote em 9 de abril de 1988, na catedral de Reggio Calabria, pelo Arcebispo Aurelio Sorrentino. De 1988 a 1991, foi pároco de Santa Venere e vice-pároco de Santa Maria del Divino Soccorso. Em 1990, obteve o doutorado em liturgia sagrada no Pontifício Ateneu Santo Anselmo. De 1991 a 1996, foi padre espiritual no Seminário Maior Pio XI e, de 1996 a 2006, reitor do mesmo e professor de liturgia e teologia sacramental. De 2000 a 2006, foi diretor do centro diocesano de vocações.
Também foi membro da Comissão Pastoral Litúrgica, presidente do Conselho Fiscal e membro do Conselho Consultivo. Ocupou os cargos de Delegado Arquiepiscopal para o Diaconato Permanente e Ministérios e de Conselheiro Espiritual da Conferência de São Vicente de Paulo para a Calábria. Em 1997, foi nomeado cônego do capítulo metropolitano e também membro de direito do Conselho Presbiteral e do Conselho Pastoral Diocesano.
Membro da Ordem e do Sindicato dos Jornalistas da Calábria e da seção calabresa da União Católica da Imprensa Italiana, é jornalista freelancer desde 5 de setembro de 1992 e editor-chefe da revista Euntes Ergo e da revista mensal Con Gesù nella notte. É autor de livros e numerosos artigos de cunho litúrgico-pastoral e vocacional.

### Ministério Episcopal

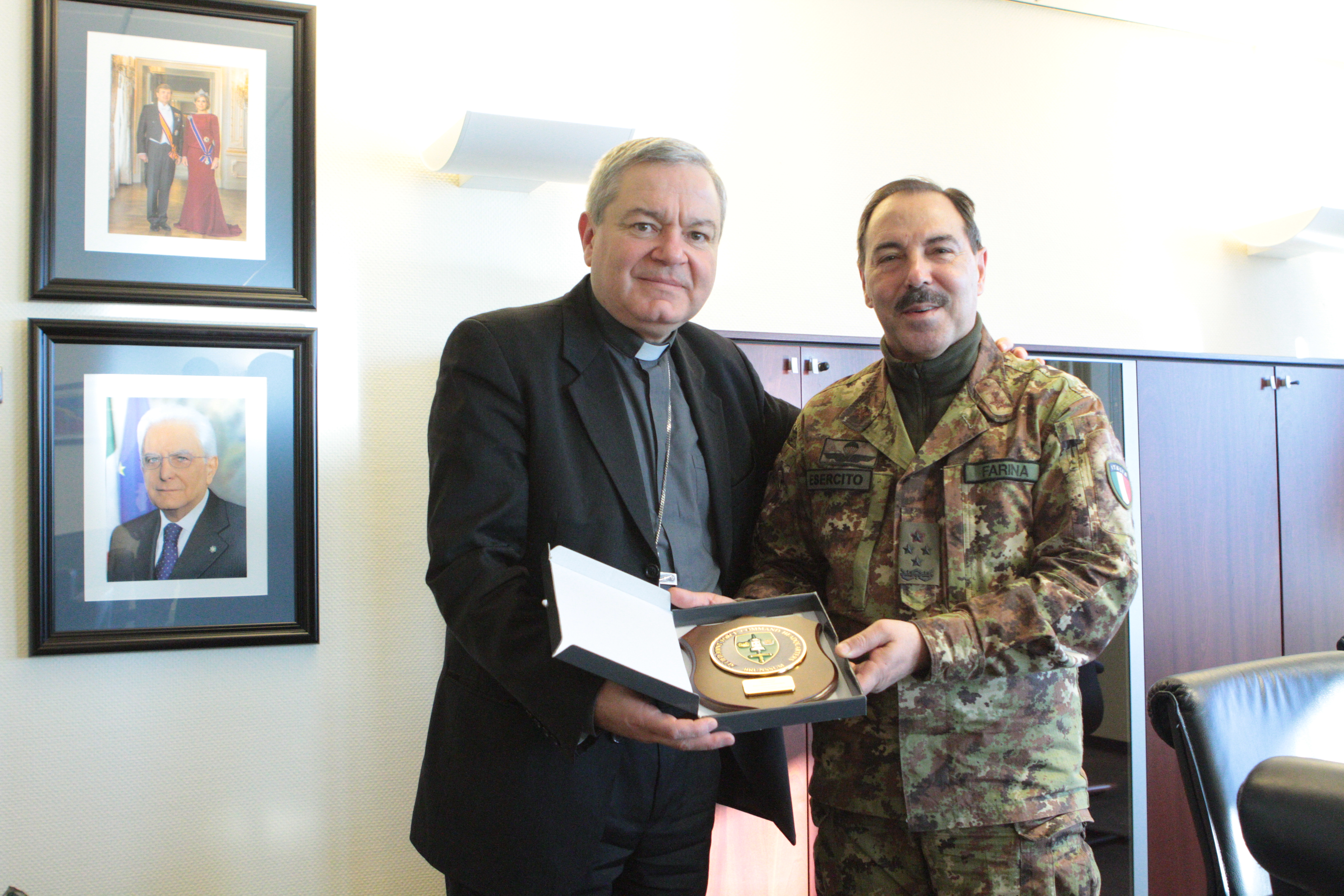
Arcebispo Marciano com o General Salvatore Farina, 19 de janeiro de 2017.

Em 6 de maio de 2006, aos 46 anos, o Papa Bento XVI o nomeou Arcebispo de Rossano-Cariati; sucedeu Andrea Cassone, que havia renunciado por atingir o limite de idade. Em 21 de junho, recebeu a ordenação episcopal, na catedral de Reggio Calabria, do Arcebispo de Reggio Calabria-Bova, Vittorio Luigi Mondello, com Andrea Cassone, Arcebispo Emérito de Rossano-Cariati, e Salvatore Nunnari, Arcebispo de Cosenza-Bisignano, como co-consagradores. Em 22 de julho, tomou posse da arquidiocese.
Foi secretário da Conferência Episcopal Calabresa e secretário da Comissão para o Ecumenismo e o Diálogo da Conferência Episcopal Italiana.
Em 10 de outubro de 2013, o Papa Francisco o nomeou Ordinário Militar para a Itália; sucedeu Vincenzo Pelvi, que havia cessado o cargo em 11 de agosto.
Monsenhor Marcianò foi nomeado Grande Oficial da Ordem do Mérito da República Italiana em 2014 e Cruz de Ouro do Mérito do Exército Italiano em 2017.
Ele deixou o cargo em 10 de abril de 2025, ao completar 65 anos, conforme a lei italiana; no mesmo dia, foi sucedido por Gian Franco Saba, até então arcebispo metropolitano de Sassari.
Em 1º de julho de 2025, o Papa Leão XIV o nomeou bispo (com o título pessoal de arcebispo) de Frosinone-Veroli-Ferentino e Anagni-Alatri, dioceses unidas In persona episcopi; ele sucedeu Ambrogio Spreafico, que renunciou ao atingir o limite de idade.